# Olivier Dassault

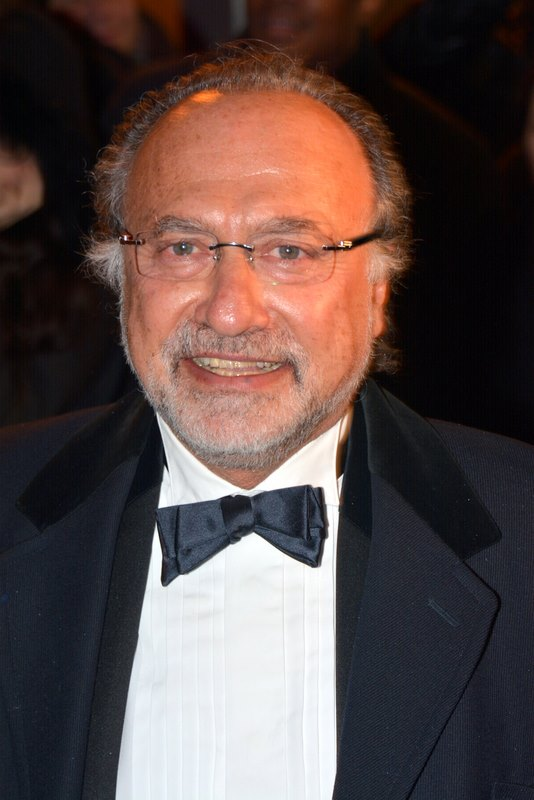
Olivier Dassault (2017)

Olivier Dassault (* 1. Juni 1951 in Boulogne-Billancourt; † 7. März 2021 in Touques (Calvados)) war ein französischer Politiker, Reserveoffizier, Unternehmer und Künstler. Zusammen mit seinen drei Geschwistern zählte er zu den zehn reichsten Familien in Frankreich.

## Kindheit und Ausbildung
Er war der Sohn des Unternehmers Serge Dassault und seiner Ehefrau Nicole, geborene Raffel. Sein Großvater, Marcel Dassault, war der Gründer der Firmengruppe Dassault. Olivier Dassault machte 1974 seinen Abschluss als Ingenieur und Pilot der École de l’air. Außerdem hatte er einen Diplomabschluss in Mathematik und erwarb einen Doktorgrad in Wirtschaftsinformatik.

## Fliegerische Leidenschaft
Er war Reserveoffizier der französischen Luftstreitkräfte. Seit 1975 besaß er die Berufspilotenlizenz. Er verfügte über die fliegerische Eignung für das komplette Programm der Falcon Geschäftsflugzeuge der Dassault Aviation. Auf mehreren Flugstrecken hat er gemeinsam mit Partnern Geschwindigkeitsrekorde erzielt, so z. B. 1977 mit einer Dassault Falcon 50 auf der Strecke von New York nach Paris.

## Unternehmer
In der Firmengruppe Dassault übernahm er nach dem Tod seines Großvaters wechselnde Führungsaufgaben, so war er zeitweise Leiter der Strategieabteilung bei Dassault Aviation. 2011 wurde er zum Vorsitzenden des Aufsichtsrats der Groupe Dassault berufen. 2018 nach dem Tod seines Vaters trat er von diesem Amt zurück, es gab unterschiedliche Meinungen mit seinen Geschwistern und er wollte mehr Zeit für seine politischen Aufgaben haben. Der Familie gehörte bis 2006 auch der Zeitschriftenverlag Valmonde und eine Beteiligung am Zeitungsverlag Socpresse (u. a. Herausgeber der überregionalen Tageszeitung Le Figaro), auch hier war er beruflich eingebunden.

## Politik
Bereits sein Großvater und sein Vater waren politisch aktiv. Von 1977 bis 1989 hatte Dassault einen Sitz im Stadtrat von Paris. Als Mitglied der 1976 von Jacques Chirac gegründeten neo-gaullistischen Partei Rassemblement pour la République (RPR) kandidierte er 1988 im 1. Wahlkreis des Départements Oise für die Nationalversammlung. Er wurde als Stellvertreter gewählt, als die Wahl des Siegers wenig später für ungültig erklärt wurde, rückte Dassault nach. 1993 wurde er wiedergewählt, 1997 verlor er und danach war er ab 2002 bis zu seinem Tod ohne Unterbrechung gewählter Abgeordneter.
In seiner Heimat Beauvais war er ebenfalls in der Kommunalpolitik aktiv. Bei den Kommunalwahlen 1989 und 1995 verlor er jedoch gegen den sozialistischen Bürgermeister Walter Amsallem. Von 1992 bis 1994 war Dassault Vizepräsident des Regionalrats der Picardie (Stellvertreter des Regionalpräsidenten Charles Baur). Von 1993 bis 1998 vertrat er den Kanton Beauvais-Nord-Est im Generalrat des Départements Oise.
Das RPR ging 2002 in der Mitte-rechts-Sammelpartei Union pour un mouvement populaire (UMP) auf, die sich 2015 in Les Républicains (LR) umbenannte. Die Unterstützung der Wirtschaft, insbesondere im Mittelstand, und die Förderung der französischen Exporte waren wichtige Ziele seiner politischen Arbeit. Dassaults Nachfolger als Abgeordneter des 1. Wahlkreises von Oise ist sein Neffe Victor Habert-Dassault.

## Fotografie und Musik
Olivier Dassault interessierte sich schon in der Jugend für die Fotografie. Seine künstlerische Karriere begann Ende der sechziger Jahre. Zunächst fotografierte er u. a. Jane Birkin, Isabelle Adjani und Isabelle Huppert. Er wandte sich dann der Abstraktion zu und gab Farben und Formen Vorrang. Er veröffentlichte dreizehn Fotobücher und stellte regelmäßig in Frankreich und im Ausland aus. Eine weitere künstlerische Leidenschaft galt der Musik. Für mehrere Filme hat er die Musik komponiert. Die Hymne des Parlaments stammt auch von ihm.

## Tod
Dassault starb am 7. März 2021 bei einem Hubschrauberabsturz. Ein Airbus Helicopters H125 stürzte während der Startphase auf Dassaults Privatgelände in Touques in der Normandie ab. Auch der Pilot starb.
Er hinterlässt eine Frau aus zweiter Ehe und drei Kinder.

## Ehrungen (Auswahl)
- Ehrenlegion
- Ordre national du Mérite

## Werke (Auswahl)
- Ciels, Cercle d’Art, 2005, ISBN 978-2-7022-0793-2.
- La France en majuscules, Plon, 2007, ISBN 978-2-259-20576-4.